# Paradiscocyrtus neglectus
Paradiscocyrtus neglectus is een hooiwagen uit de familie Gonyleptidae.